# Compsibidion zikani
Compsibidion zikani är en skalbaggsart som först beskrevs av Julius Melzer 1933.  Compsibidion zikani ingår i släktet Compsibidion och familjen långhorningar. Inga underarter finns listade i Catalogue of Life.